# Кувейтская фондовая биржа
Boursa Kuwait — с 2016 года оператор национального фондового рынка Кувейта — Кувейтской фондовой биржи (Kuwait Stock Exchange, KSE). Несмотря на то, что некоторые компании существовали уже задолго то создания фондовой биржи (такие как National Bank of Kuwait, 1952), только в 1962 году был принят закон об организации в стране фондового рынка.
Кувейтская фондовая биржа является первым, крупнейшим и самым важным фондовым рынком среди стран Персидского залива, а также одним из наиболее важных в мире.